# Danza sportiva
La danza sportiva rappresenta la trasposizione del ballo, generalmente di coppia, da disciplina artistica in disciplina sportiva, con proprie regole, competizioni e gare agonistiche, il cui livello varia dall'amatoriale all'agonistico,suddiviso in varie classi che sono:D,C,B3,B2,B1,A,A2,A1,AS
Il CONI riconosce 54 discipline, articolate tra i settori delle danze "artistiche" (Accademiche, Coreografiche, Street e Pop Dance, Etniche, Popolari e di Carattere) e "di coppia" (Internazionali - tra cui Standard, Latine, Jazz, Caraibiche, Argentine e Afrolatine - Nazionali e Regionali).
Presente a livello dimostrativo nel 2000 ai Giochi della XXVII Olimpiade di Sydney, fa parte dall'edizione del 1997 dei Giochi mondiali, riservati alle discipline riconosciute dal CIO e in attesa di inserimento nei Giochi olimpici. Nel 2018 è stata tra le discipline dei III Giochi olimpici giovanili estivi di Buenos Aires.
L'ente di riferimento per il ballo da competizione in Italia è la Federazione Italiana Danza Sportiva (FIDS), riconosciuta dal CONI nel 1997 tra le Discipline Associate (DSA) e promossa al massimo livello tra le organizzazioni sportive dal 2007, quale Federazione Sportiva Nazionale (FSN). La “Federdanza” - che riunisce oltre duemila società sportive con più di 120.000 tesserati - regolamenta e organizza le competizioni ufficiali, essendo preposta ad assegnare annualmente i titoli di campione di specialità e a designare gli atleti per la partecipazione ai campionati europei e mondiali delle categorie Children/Juveniles (fino agli 11 anni), Juniores (da 12 a 15 anni), Youth (da 16 a 18 anni), Adulti (da 19 a 34 anni) e Seniores (a partire dai 35 anni).

## Competizioni
Le competizioni si suddividono nel seguente modo:
| Danze di coppia      | Danze di coppia                               | Danze di coppia                                                                                         | Danze di coppia |
| -------------------- | --------------------------------------------- | --- | --------------- |
| Danze internazionali | standard                                      | valzer inglese, tango, valzer viennese, slowfox, quickstep                                              |                 |
| Danze internazionali | latino-americane                              | samba, cha cha cha, rumba, paso doble, jive                                                             |                 |
| Danze internazionali | combinata Internazionale 6 danze (C)          | valzer inglese, tango, quickstep, samba, cha cha cha, jive                                              |                 |
| Danze internazionali | combinata internazionale 8 danze (B3)         | valzer inglese, tango, valzer viennese, quickstep, samba, cha cha cha, rumba, jive                      |                 |
| Danze internazionali | combinata internazionale 10 danze (b2 in poi) | valzer inglese, tango, valzer viennese, slowfox, quickstep, samba, cha cha cha, rumba, paso doble, jive |                 |
| Danze internazionali | caraibiche                                    | salsa, mambo, merengue, bachata, rueda                                                                  |                 |
| Danze internazionali | argentine                                     | tango, vals, milonga                                                                                    |                 |
| Danze internazionali | hustle                                        | disco fox/disco swing                                                                                   |                 |
| Danze internazionali | jazz                                          | jive jazz, rock and roll, rock and roll acrobatico, boogie-woogie, swing, mix blues, Lindy Hop          |                 |
| Danze nazionali      | sala                                          | valzer lento, tango, foxtrot                                                                            |                 |
| Danze nazionali      | liscio unificato                              | mazurca, valzer, polka                                                                                  |                 |
| Danze nazionali      | combinata nazionale                           | valzer lento, tango, fox trot, mazurka, valzer, polka                                                   |                 |
| Danze regionali      | liscio tradizionale piemontese                | mazurka, valzer, polka                                                                                  |                 |
| Danze regionali      | danze folk romagnole                          | mazurka, valzer, polka                                                                                  |                 |
| Danze artistiche     |                                               | |                 |
| accademiche          | classiche                                     | tecniche di balletto classico, variazioni, repertorio                                                   |                 |
| accademiche          | moderna                                       | contemporanea, modern jazz, lyrical jazz                                                                |                 |
| coreografiche        | freestyle                                     | synchro, choreographic, show, disco dance                                                               |                 |
| coreografiche        | etniche, popolari e carattere                 | balli tradizionali, tap dance, danze orientali                                                          |                 |
| Street e Pop dance   | urban dance                                   | electric boogie, break dance, new style, contaminazioni, disco dance, disco acrobatica                  |                 |

Le gare vengono svolte in una pavimentazione di parquet con misure stabilite dalla Federazione o dalle altre Entità organizzative.